# 혼자 사는 여자 (텔레비전 프로그램)
《혼자 사는 여자》는 2014년 2월 23일부터 2014년 4월 14일까지 대한민국의 채널A에서 방송된 예능 프로그램이다.

## 기획 의도
수많은 남성 편력에도 불구하고 결혼을 거부하는 여자, 배신당한 여자, 이혼한 여자, 혼자의 힘으로 아이를 키우는 여자 혼자 사는 여성들이 세상을 보는 눈은 어떨까? '결혼 못 한 여자'라는 말은 거부한다.

## 방송 일정
- 2014년 1월 20일 ~ 2014년 1월 27일 : 파일럿 편성
- 2014년 2월 23일 ~ 2014년 4월 14일 : 정규 편성, 매주 월요일 밤 11시 ~ 12시 30분

## 출연진
- 김구라 - MC
- 김국진 - MC
- 김청
- 임지연
- 박소현
- 김성경
- 이민영
- 김지연
- 최희

## 참고 사항
- 세월호 침몰 사고 여파로 결방하거나, 조기 종영되는 수모를 당했다.